# Rose Hall (Jamajka)
Rose Hall – rezydencja w stylu georgiańskim, zlokalizowana w Montego Bay na Jamajce. Z posiadłością związana jest legenda o „Białej Wiedźmie z Rose Hall”.     

## Historia
Historia Rose Hall rozpoczęła się w połowie XVIII wieku, kiedy to Anglik, Henry Fanning, kupił dużą działkę z zamiarem założenia na niej plantacji trzciny cukrowej i zbudowania luksusowego domu. Chciał zamieszkać w nim z kobietą, którą wkrótce miał zamiar poślubić. Kobieta ta nazywała się Rose Kelly. Ziemia, licząca 290 akrów, została kupiona przez niego za 3000 funtów w 1742. Poprzednio ziemia nosiła nazwę True Friendship („Prawdziwa Przyjaźń”) i należała do Richarda Lawrence'a. Henry ożenił się z Rose Kelly 16 lipca 1746, ale wkrótce potem zmarł. Rose odziedziczyła po nim majątek i niedługo później poślubiła George'a Asha, właściciela lokalnej plantacji, który zrealizował plan Fanninga dotyczący budowy Rose Hall. Budowa kosztowała 30 000 funtów, posiadała kamienne i mahoniowe zdobienia. Jednak Ash zmarł w 1752 roku. Rosa wyszła więc ponownie za mąż za Norwooda Wittera, który zmarł 20 maja 1765. W maju 1767 roku wyszła za mąż za Johna Palmera, właściciela plantacji o nazwie „Palmyra”. 

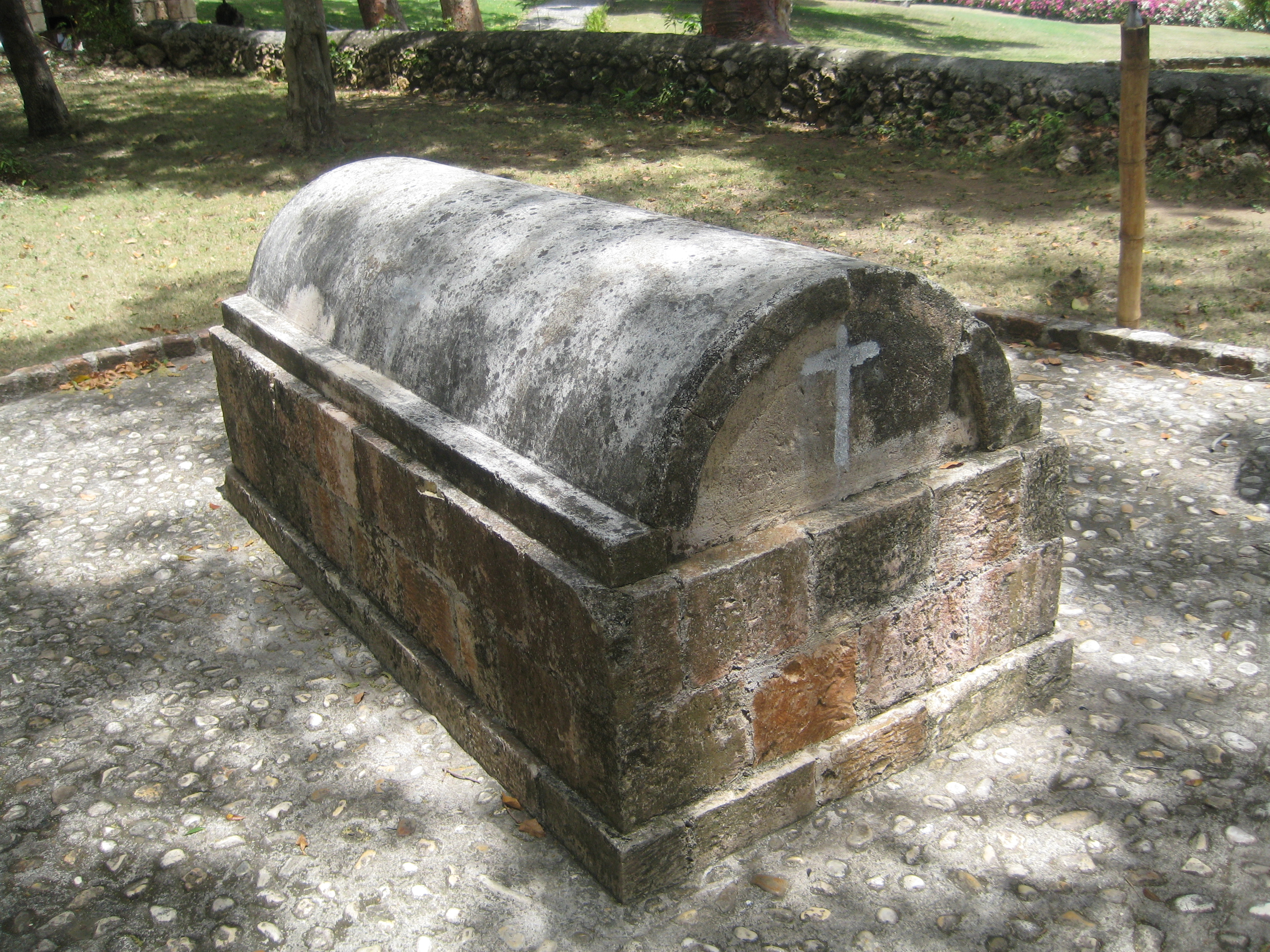
Domniemany grób Annie Palmer na terenie rezydencji

Rose zmarła w 1790 pozostawiając swój majątek Johnowi Palmerowi. Kiedy Palmer zmarł w 1797 roku, pozostawił posiadłość swoim dwóm synom, Johnowi i Jamesowi Palmerowi. Jednak oboje zmarli bezdzietnie, a w 1818 oba majątki zostały przekazane jego dziadkowi Johnowi Rose Palmerowi. John Rose Palmer przybył na Jamajkę z Anglii, aby odebrać majątek, a w 1820 poślubił Anne Mary Patterson.     

## Legenda
Wśród mieszkańców Montego Bay krąży legenda, zgodnie z którą rezydencję ma nawiedzać duch „Białej Wiedźmy”, Annie Palmer (kobiety, która miała zamordować swoich trzech mężów). W 2007 roku wykazano jednak, że historia ta nie jest prawdziwa.